# Monsun

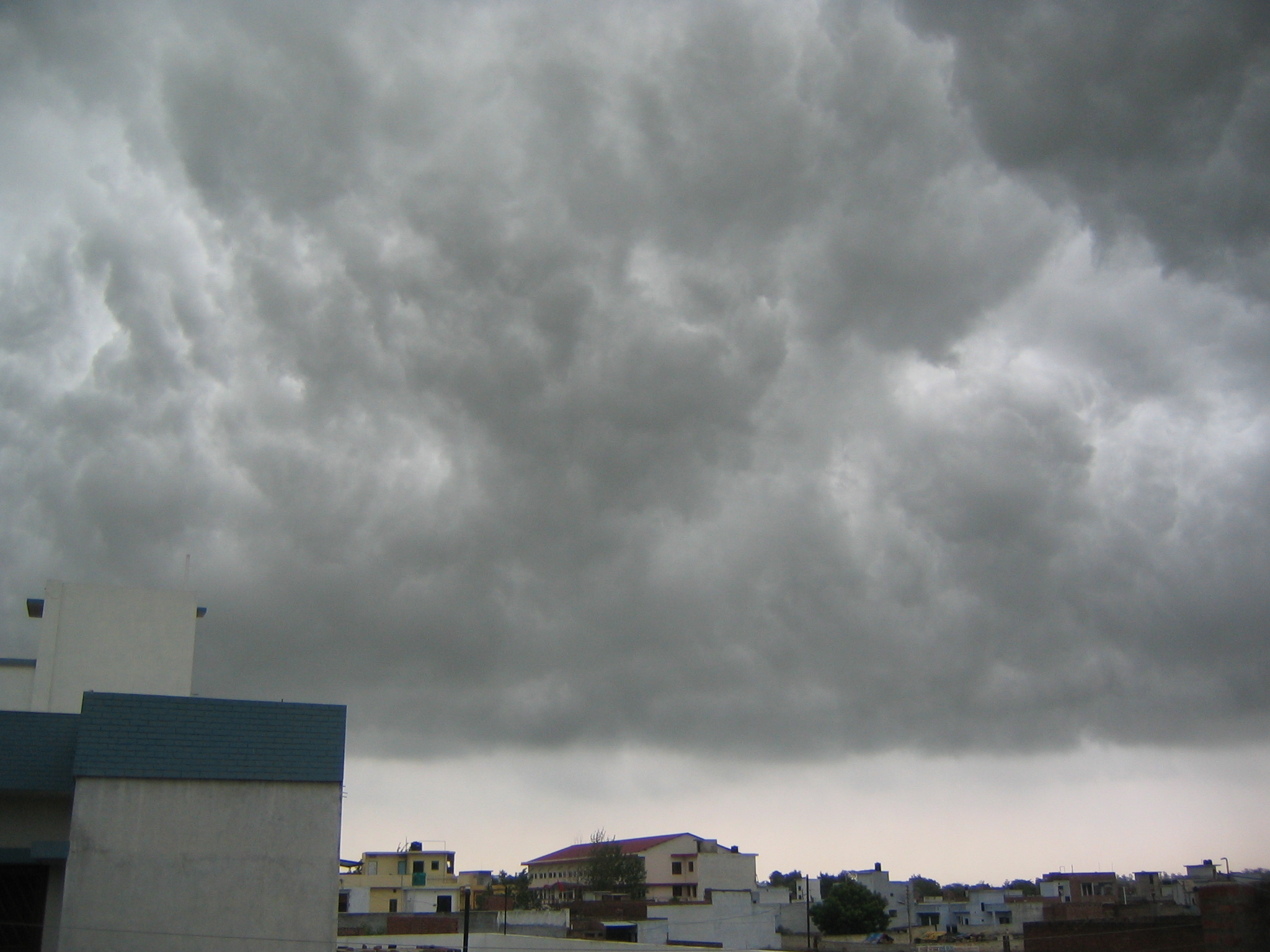
Chmury monsunowe w Indiach

Monsun – układ wiatrów, które zmieniają swój kierunek na przeciwny w zależności od pory roku. Są to wiatry sezonowe między oceanem a lądem.
Rozróżnia się: 
- monsun letni (morski) z pogodą deszczową, związaną z niskim ciśnieniem nad lądem i wysokim nad morzem,
- monsun zimowy (lądowy) z pogodą suchą, spowodowaną wysokim ciśnieniem nad lądem i niskim nad morzem.

W monsunie letnim wiatr wieje z morza w stronę lądu, w monsunie zimowym – odwrotnie. Przyczyną powstawania monsunów są różnice w nagrzewaniu się powierzchni lądowych i wodnych. Latem ląd nagrzewa się szybciej niż woda, co powoduje unoszenie się nagrzanego powietrza, a tym samym spadek ciśnienia. W związku z różnicą ciśnień między wodą a lądem pojawiają się gwałtowne wiatry wiejące znad morza w głąb lądu. Tu dochodzi do spotkania wilgotnych mas powietrza znad oceanu z powietrzem suchym znad lądu, co wywołuje opady deszczu. Napotykając na przeszkody orograficzne (wyżyny, góry), wilgotne powietrze podnosi się, co wywołuje obfite opady deszczu, w niektórych miejscach nawet ponad 10 000 mm. Podczas zimy cyrkulacja monsunowa zmienia kierunek, a przy powierzchni Ziemi przeważają wiatry wiejące znad lądu w stronę oceanu. Zimą niże tworzą się nad cieplejszymi wodami, co powoduje wianie monsunów od lądu w stronę morza (wiatry wieją z obszarów o wyższym ciśnieniu do obszarów o niższym ciśnieniu), co powoduje brak opadów. Monsuny tworzą się u południowych i wschodnich wybrzeży Azji oraz w Zatoce Gwinejskiej i Ameryce Środkowej. Monsun letni ma duże znaczenie w rolnictwie w Azji – pomaga nawadniać suche obszary w głębi kontynentu. Monsun letni jest wiatrem ciepłym i wilgotnym, a monsun zimowy jest wiatrem suchym, a zarazem zimnym.
To zjawisko nie jest „większą skalą” bryzy dziennej i nocnej, ponieważ cyrkulacja powietrza nie zamyka się w tzw. komórkę cyrkulacji powietrza, jak to następuje w przypadku bryzy.
Chociaż termin „monsun” został po raz pierwszy sprecyzowany w odniesieniu do subkontynentu indyjskiego, cyrkulacja monsunowa występuje również w innych regionach świata: w Europie, Afryce, Australii oraz u zachodnich wybrzeży Chile i Stanów Zjednoczonych. W przybliżeniu 65% ludności świata żyje w regionach występowania monsunów. Najbardziej znana jest cyrkulacja monsunowa, która występuje w Indiach i w południowo-wschodniej Azji. Monsun letni trwa w Indiach zwykle od czerwca do września. W tym czasie duże obszary zachodnich i środkowych Indii otrzymują ponad 90% rocznej sumy opadów, podczas gdy południe i północno-zachodnia część kraju otrzymuje 50-75% rocznej sumy opadów. Miesięczne sumy opadów atmosferycznych sięgają przeciętnie 200 – 300 mm, a najwyższe wartości osiągają w połowie monsunu letniego – w lipcu i sierpniu. Deszcze występujące w południowo-wschodniej części Azji także są związane z oddziaływaniem monsunu. Największe sumy opadów odnotowuje się pomiędzy majem a wrześniem. W każdym z tych miesięcy wysokość średnich sum opadów wynosi zwykle 200 mm, a sumy opadów dla trzech miesięcy łącznie osiągają zwykle wysokość 1000 mm.

## Geneza pojęcia
Słowo „monsun” pochodzi od słowa arabskiego mau-sim:, czyli: „sezon, pora roku”. Starożytni kupcy, żeglujący po Oceanie Indyjskim i sąsiadującym z nim Morzu Arabskim, używali tego określenia, aby opisywać system kolejno zmieniających się wiatrów, wiejących podczas zimy z północnego wschodu, a z przeciwnego kierunku – południowego zachodu, podczas lata.